# Pseudosquillisma oculata
Pseudosquillisma oculata is een bidsprinkhaankreeftensoort uit de familie van de Pseudosquillidae. De wetenschappelijke naam van de soort is voor het eerst geldig gepubliceerd in 1837 door Brullé.